# Hyssopus rhyacioniae
Hyssopus rhyacioniae är en stekelart som beskrevs av Charles Joseph Gahan 1927. Hyssopus rhyacioniae ingår i släktet Hyssopus och familjen finglanssteklar. Inga underarter finns listade i Catalogue of Life.